# Zemský okres Barnim
Zemský okres Barnim (německy Landkreis Barnim) se nachází na východě německé spolkové země Braniborsko. Má přibližně 183 tisíc obyvatel. Hlavním městem okresu je Eberswalde. Je pojmenován po pohoří Barnim, které vzniklo v pleistocénu.

## Geografie
Barnim sousedí s okresy Ukerská marka, Horní Havola, Marecké Poodří a Berlínem.

## Historie
Okres vznikl 5. prosince 1993 na území okresů Eberswalde, Bernau a obcí Hohensaaten a Tiefensee okresu Bad Freienwalde.

## Města a obce
1. Bernau bei Berlin
2. Biesenthal
3. Eberswalde
4. Joachimsthal
5. Oderberg
6. Werneuchen

Obce:
1. Ahrensfelde
2. Althüttendorf
3. Breydin
4. Britz
5. Chorin
6. Friedrichswalde
7. Hohenfinow
8. Liepe
9. Lunow-Stolzenhagen
10. Marienwerder
11. Melchow
12. Niederfinow
13. Panketal
14. Parsteinsee
15. Rüdnitz
16. Schorfheide
17. Sydower Fließ
18. Wandlitz
19. Ziethen